# Roseland (Kansas)
Roseland és una població dels Estats Units a l'estat de Kansas. Segons el cens del 2000 tenia 101 habitants.

## Demografia
Segons el cens del 2000, Roseland tenia 101 habitants, 39 habitatges, i 28 famílies. La densitat de població era de 48,7 habitants/km².
Dels 39 habitatges en un 30,8% hi vivien nens de menys de 18 anys, en un 51,3% hi vivien parelles casades, en un 10,3% dones solteres, i en un 28,2% no eren unitats familiars. En el 25,6% dels habitatges hi vivien persones soles el 20,5% de les quals corresponia a persones de 65 anys o més que vivien soles. El nombre mitjà de persones vivint en cada habitatge era de 2,59 i el nombre mitjà de persones que vivien en cada família era de 2,96.
Per edats la població es repartia de la següent manera: un 32,7% tenia menys de 18 anys, un 5% entre 18 i 24, un 29,7% entre 25 i 44, un 16,8% de 45 a 60 i un 15,8% 65 anys o més.
L'edat mediana era de 32 anys. Per cada 100 dones de 18 o més anys hi havia 100 homes.
La renda mediana per habitatge era de 25.000 $ i la renda mediana per família de 27.500 $. Els homes tenien una renda mediana de 31.250 $ mentre que les dones 12.917 $. La renda per capita de la població era de 13.125 $. Entorn de l'11,1% de les famílies i el 10,3% de la població estaven per davall del llindar de pobresa.

## Poblacions més properes
El següent diagrama mostra les poblacions més properes.